# 中山城 (出羽国)
中山城（なかやまじょう）は、出羽国置賜郡および村山郡（山形県上山市中山）にあった日本の城（山城）。

## 概要
永禄～元亀年間（1558年～1572年頃）、米沢城主伊達輝宗が最上家に対する最前線基地として、家臣の中山氏中山弥太郎に命じて築城。城山（標高344メートル）の山頂から山腹にかけて築かれた。江戸時代には米沢藩五支城の一に数えられて重臣が藩境の防備に当たった。城下の街道は物資の移動や民衆の行楽、出羽三山の講などで多くの往来があり中山宿が形成された。

## 歴史
- 1558年～1572年頃（永禄～元亀年間） - 伊達輝宗の家臣中山弥太郎が築城
- 1578年頃 - 小国盛俊が城主
- 1590年 - 伊達氏が岩出山に転封となり、会津の蒲生氏郷の家臣である蒲生郷可が城主となる
- 1598年 - 上杉景勝が会津に入封し、家臣の横田旨俊が城主となる
- 1600年 - 慶長出羽合戦のなかで「物見山の合戦」が行われた
- 合戦後に廃城となり、城の麓には御役陣屋(代官所)が新たに設置され、明治３年に廃止となるまで中山地区の統治を行ったとされる。

## 遺構・復元施設
中山小学校跡地となっていたが、徐々に城山として整備されつつある。中山城の縄張りは置賜・村山にまたがり奥羽屈指の規模と伝わる。現在でも中山宿では古い建物が点在し、旧宿場町の風情を残す町並みが続いている。

### 遺構と標示物
- 登城口に「中山城跡」石碑
- 堀と土塁
- 二の丸虎口の屈曲路
- 本丸跡 - 「天守山大神」と「植林記念」の石碑が置かれる。
- 天守台の石垣

## 支城
- 上ノ山楯 - 平坦な頂部を主郭とし、西から東南にかけて、狭小な階段状帯曲輪で幾重にも取り囲んだ館。

## 交通
- JR奥羽本線・羽前中山駅（山形新幹線・かみのやま温泉駅の一つ東京寄り）から登城口まで徒歩約10分
- 東北中央自動車道・山形上山ICから約15分
  - 登城口から山頂まで徒歩で約20分
  - 駐車場